# Аткинсон (Небраска)
Аткинсон (англ. Atkinson) — город в округе Холт, штат Небраска, США. По переписи 2020 года, население составляло 1308 человек.

## История
Первое поселение на месте будущего города возникло примерно в 1875 году. Первоначально город планировалось заложить на берегу реки Элкхорн, но из-за её регулярных разливов было решено перенести его на возвышенность. Аткинсон основан в 1880 году, когда в данной местности была проложена железная дорога. Своё название он получил в честь полковника Джона Аткинсона, местного землевладельца. Первое почтовое отделение в Аткинсоне открыто в 1876 году.
Главный праздник города — Хэй-Дэйс (англ. Hay Days), проводится каждый август в течение нескольких дней. Праздник, возникший в начале XX века в честь окончания сезона сбора урожая, включает в себя танцы, парад, игры, утиные бега и прочие развлекательные мероприятия.

## География
По данным Бюро переписи населения США, город занимает площадь в 4,24 км² (1,64 м²). Аткинсон находится на высоте 642 м над уровнем моря.
|         | Мариавилл | Дастин       | Пэддок |  |
| Стьюарт | север     | Оппортьюнити |        |  |
| Стьюарт | Аткинсон  | Оппортьюнити |        |  |
| Стьюарт | юг        | Оппортьюнити |        |  |
| Роз     | Айнез     | Эммет        |        |  |

### Население[4]
По переписи 2010 года, общая численность населения составляла 1245 человек, в городе было 549 домохозяйств и 322 семьи. Плотность населения — 294,9 человека на км². Распределение населения по расовому признаку: белые — 98,8 %, афроамериканцы — 0,2 %, коренные народы США — 0,6 %, выходцы с тихоокеанских островов — 0,1 %, представителей других рас — 0,2 %, представителей двух или более рас — 0,2 %, латиноамериканцы — 0,5 %.
Средний возраст жителей составлял 46,1 года. 23,2 % жителей были моложе 18 лет; 4,7 % — в возрасте от 18 до 24 лет; 20,7 % — в возрасте от 25 до 44 лет; 26,8 % — в возрасте от 45 до 64 лет; и 24,3 % — в возрасте 65 лет и старше. Гендерный состав был распределён следующим образом: 46,6 % мужчин и 53,4 % женщин.
Динамика численности населения по годам:
| 1990  | 2000  | 2010  | 2020 |
| ----- | ----- | ----- | ---- |
| 1 383 | 1 272 | 1 245 | 1308 |

| Перепись населения США (2020) | Перепись населения США (2020) | Перепись населения США (2020) | Перепись населения США (2020) | Перепись населения США (2020) |
| ----------------------------- | ----------------------------- | ----------------------------- | ----------------------------- | ----------------------------- |
| Американцы                    |                               |                               | 94,6 %                        |                               |
| Латиноамериканцы              |                               |                               | 3,6 %                         |                               |

| Расовый состав | Расовый состав | Расовый состав | Расовый состав | Расовый состав |
| -------------- | -------------- | -------------- | -------------- | -------------- |
| белые          |                |                | 92,8 %         |                |
| черные         |                |                | 0,69 %         |                |
| индейцы        |                |                | 0,54 %         |                |
| азиаты         |                |                | 0,61 %         |                |
| другие         |                |                | 2.07 %         |                |
| 2 и более расы |                |                | 3.29 %         |                |